# دير عزيز
دير عزيز هي قرية عربية سورية في الجولان المحتل حيث كانت تابعة لمركز البطيحة التابع لمحافظة القنيطرة في هضبة الجولان بجنوب غرب سوريا، دمرتها قوات الاحتلال الإسرائيلي في عدوان حزيران 1967 مباشرة بعد الحرب . 
تتبع من الناحية الإدارية إلى ناحية البطيحة. سكنها البدو قديما وقد بلغ عدد سكانها أثناء حرب حزيران حوالي 450 مواطنا في احصاء عام 1960.
تقع قرية دير عزيز شرقي بحيرة طبريا بمسافة 6 كلم على الحافة الشمالية لوادي دير عزيز وتشرف عليه من ارتفاع 200 م . وهي إلى الجنوب الشرقي من بلدة المحجار بمسافة 8 كلم . ويجاورها قرية جرنايا وعين القصيبة ووادي الزعتر، وتنتشر الينابيع في محيطها التي جعلت السكان البدو سكانا دائمين فيها، في أواسط القرن الماضي فبنوا بيوتهم من الحجارة البازلتية والطين والخشب. وقد أقيم الجزء الغربي من القرية الحديثة على أنقاض خربة قديمة بدليل انه ظهرت عقب التنقيبات الأثرية التي أجرتها الحكومة السورية قبل الاحتلال مبان وسقوف حجرية وبقايا بناء كبير في الطرف الجنوبي الغربي للقرية مبنى بحجارة منحوتة، كما وجدت بقايا أبنية قديمة مبعثرة حول النبع الموجود في القرية، وعثر فيها أيضا على أعمدة كبيرة مزدانة بتيجان مكتوب عليها باللفة اليونانية والرومانية وإلى جانبها قطع من الأفاريز والفخار يرتقيان إلى العهد الروماني والبيزنطي.